# 阿维尼翁-莱圣克洛德
阿维尼翁-莱圣克洛德（法語：Avignon-lès-Saint-Claude，法語發音：[aviɲɔ̃ lɛ sɛ̃ klod]，意为“圣克洛德附近的阿维尼翁”）是法国汝拉省的一个市镇，位于该省东南部，属于圣克洛德区。阿维尼翁-莱圣克洛德和另外相邻的24个市镇组成了上汝拉-圣克洛德公共社区。

## 地理
阿维尼翁-莱圣克洛德（46°23'26"N, 5°50'47"E）面积7.83 平方千米，位于法国勃艮第-弗朗什-孔泰大區汝拉省，该省份为法国东部内陆省份，北起上索恩省，西北接科多尔省，西临索恩-卢瓦尔省，南至安省，东与杜省和瑞士接壤。
与阿维尼翁-莱圣克洛德接壤的市镇（或旧市镇、城区）包括：圣克洛德、拉旺莱圣克洛德、科托迪利宗。
阿维尼翁-莱圣克洛德的时区为UTC+01:00、UTC+02:00（夏令时）。

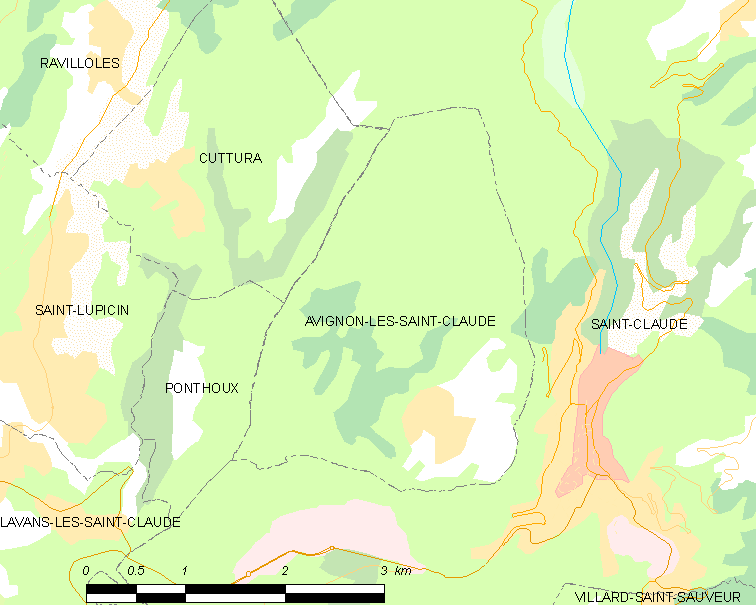
阿维尼翁-莱圣克洛德的OSM定位图

## 行政
阿维尼翁-莱圣克洛德的邮政编码为39200，INSEE市镇编码为39032。

## 政治
阿维尼翁-莱圣克洛德所属的省级选区为圣克洛德县。

## 人口

1962-2008年间阿维尼翁-莱圣克洛德人口变化图示

阿维尼翁-莱圣克洛德于2022年1月1日时的人口数量为359人。